# Eggenfelden
Eggenfelden, que l'on trouve sous le nom de Eggenfeld dans les livres anciens,  est une commune de Bavière en Allemagne (en Basse-Bavière).

## Histoire
- 1743 : Durant la guerre de Succession d'Autriche les troupes françaises sont assiégées dans Eggenfeld.

## Maires
- 1946-1948: Lorenz Fichtner, SPD
- 1948-1960: Lorenz Bachmeier, CSU
- 1960-1990: Hans Kreck, SPD
- 1990–2002: Karl Riedler, SPD
- 2002-: Werner Schießl, FWG

## Jumelages

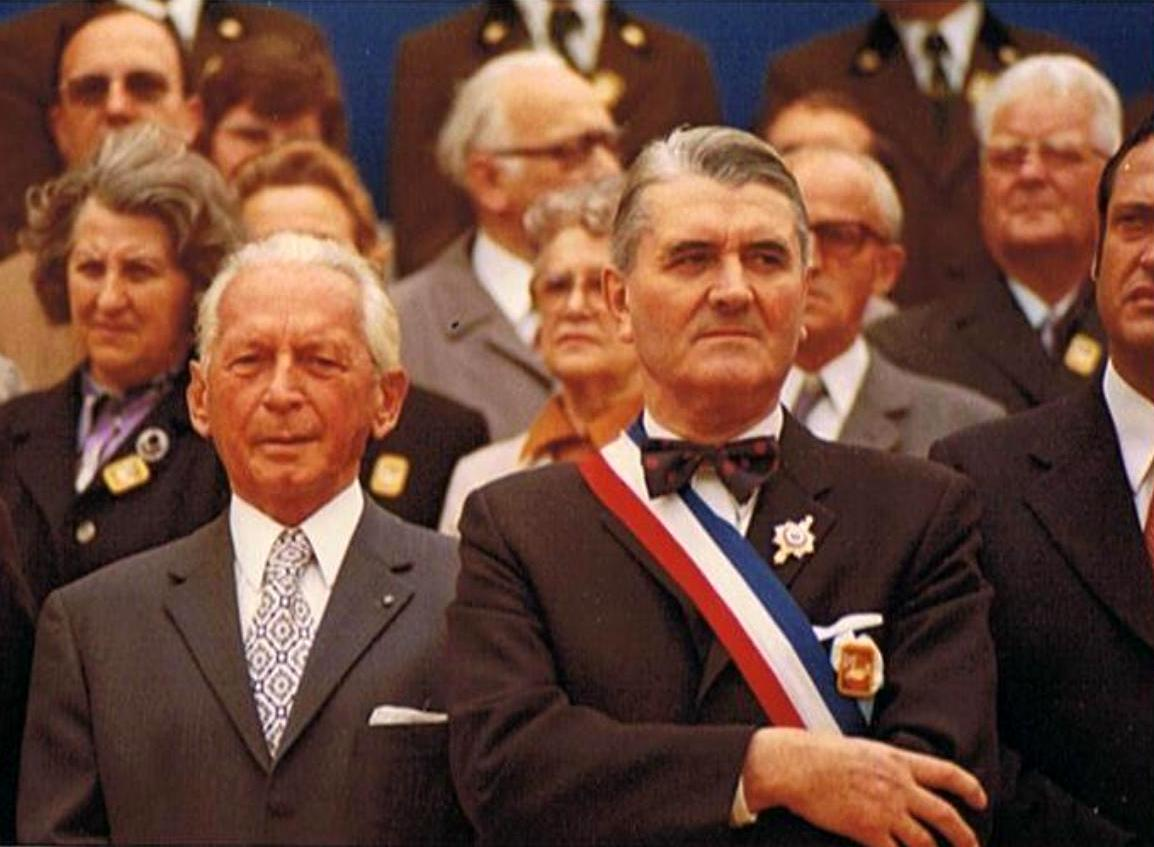
Le maire Antoine Gayraud (1910-1981) aux côtés du bourgmestre d'Eggenfelden, Hans Kreck (1922-2012) à Carcassonne le 8 octobre 1978.

Carcassonne (France) depuis 1973